# Mistrovství Evropy ve volejbale žen 1951
3. mistrovství Evropy  ve volejbale žen proběhlo v dnech 15. – 21. září v Paříži ve Francii.
Turnaje se zúčastnilo šest družstev, rozdělených dvou tříčlenných skupin. První dva celky postoupily do finálové skupiny, týmy na třetím místě hrály o 5. a 6. místo. Mistrem Evropy se stalo družstvo Sovětského svazu.

## Výsledky a tabulka

### Skupina A
|    |            | URS | FRA | NED | V | P | Skóre | B |
| 1. | SSSR       | *** | 3:0 | 3:0 | 2 | 0 | 6:0   | 4 |
| 2. | Francie    | 0:3 | *** | 3:0 | 1 | 1 | 3:3   | 3 |
| 3. | Nizozemsko | 0:3 | 0:3 | *** | 0 | 2 | 0:6   | 3 |

 Francie –  Nizozemsko 3:0 (15:5, 15:6, 15:11)
15. září 1951 – Paříž
 SSSR –  Nizozemsko 3:0 (15:4, 15:3, 15:9)
16. září 1951 – Paříž
 SSSR –  Francie 3:0 (15:5, 15:1, 15:3)
17. září 1951 – Paříž

### Skupina B
|    |            | POL | YUG | ITA | V | P | Skóre | B |
| 1. | Polsko     | *** | 3:0 | 3:0 | 2 | 0 | 6:0   | 4 |
| 2. | Jugoslávie | 0:3 | *** | 3:0 | 1 | 1 | 3:3   | 3 |
| 3. | Itálie     | 0:3 | 0:3 | *** | 0 | 2 | 0:6   | 3 |

 Polsko –  Jugoslávie 3:1 (13:15, 15:12, 15:5, 15:10)
15. září 1951 – Paříž
 Polsko –  Itálie 3:0 (15:5, 15:1, 15:3)
16. září 1951 – Paříž
 Jugoslávie –  Itálie 3:0 (15:0, 15:7, 15:11)
17. září 1951 – Paříž

### Finále
|    |            | URS | POL | YUG | FRA | V | P | Skóre | B |
| 1. | SSSR       | *** | 3:0 | 3:0 | 3:0 | 3 | 0 | 9:0   | 6 |
| 2. | Polsko     | 0:3 | *** | 3:0 | 3:0 | 2 | 1 | 6:3   | 5 |
| 3. | Jugoslávie | 0:3 | 0:3 | *** | 3:0 | 1 | 2 | 3:6   | 4 |
| 4. | Francie    | 0:3 | 0:3 | 0:3 | *** | 0 | 3 | 0:9   | 3 |

 SSSR –  Jugoslávie 3:0 (15:1, 15:4, 15:0)
18. září 1951 – Paříž
 Polsko –  Jugoslávie 3:0 (17:15, 15:9, 15:9)
19. září 1951 – Paříž
 SSSR –  Francie 3:0 (15:2, 15:1, 15:3)
20. září 1951 – Paříž
 Jugoslávie –  Francie 3:0 (15:8, 15:8, 17:15)
21. září 1951 – Paříž
 SSSR –  Polsko 3:0 (15:8, 15:3, 15:11)
21. září 1951 – Paříž
 Polsko –  Francie 3:0 (15:13, 15:12, 15:4)
22. září 1951 – Paříž

### o 5. - 6. místo
Nizozemsko –  Itálie 3:2 (15:5, 1:15, 15:10, 12:15, 15:6)
20. září 1951 – Paříž

## Soupisky
1.  SSSR
| - Tatjana Bunjinaová - Alexandra Čudinová - Alvina Ippolitovová - Militija Kononovová | - Alexandra Kurjatniková - Valentina Kvaseninnikovová - Vera Oserovová - Tamara Petrovová | - Anna Ponomarjovová - Valentina Sviridovová - Marija Toporková - Alexandra Sarovová |

2.  Polsko
| - Aleksandra English - Irena Felchnerowska - Krystyna Hajec - Aleksandra Kubiakowna | - Elzbieta Kurtz - Maria Pogorzelska - Emilia Szczawinska | - Halina Tomaszewska - Katarzyna Welsyng - Zofia Wojewodzka |

3.  Jugoslávie
| - Anica Fliscová - Danica Glumačová - Deszanka Koncsarová - Nataša Lukovičová | - Aleksandra Magusarová - Stefania Miloševová - Branka Popovičová | - Gordana Tkačuková - Liza Valemtanová - Tilka Zavrsniková |

## Konečné pořadí
| 3.               | Mistrovství Evropy 1951 | Z | V | P | Skóre | B  |
| ---------------- | ----------------------- | - | - | - | ----- | -- |
| Zlatá medaile    | Sovětský svaz           | 5 | 5 | 0 | 15:0  | 10 |
| Stříbrná medaile | Polsko                  | 5 | 4 | 1 | 12:4  | 9  |
| Bronzová medaile | Jugoslávie              | 5 | 2 | 3 | 7:9   | 7  |
| 4.               | Francie                 | 5 | 1 | 4 | 3:12  | 6  |
| 5.               | Nizozemsko              | 3 | 1 | 2 | 3:8   | 4  |
| 6.               | Itálie                  | 3 | 0 | 3 | 2:9   | 3  |